# Cissus pulcherrima
Cissus pulcherrima är en vinväxtart som beskrevs av Vell.. Cissus pulcherrima ingår i släktet Cissus och familjen vinväxter. Inga underarter finns listade i Catalogue of Life.